# 南加州大學校友列表
本列表列出南加州大學具有關注度的校友：

## 台灣校友
政治界
- 何志偉 - 前臺北市議員、前民進黨立法委員、總統府 (臺灣)副秘書長
- 蔡同榮 - 前民進黨立法委員
- 余政道 - 前臺灣省議會議員、前民進黨立法委員
- 莊碩漢 - 前民進黨立法委員、前中華民國駐泰國台北經濟文化辦事處代表
- 鄭宇恩 - 民進黨新北市議員
- 王政中 - 前台灣團結聯盟立法委員
- 謝國樑 - 前國民黨立法委員、基隆市市長
- 賴士葆 - 國民黨立法委員
- 柯志恩 - 國民黨立法委員
- 洪孟楷 - 國民黨立法委員
- 葉元之 - 國民黨立法委員
- 林沛祥 - 國民黨立法委員
- 林水木 - 前基隆市市長
- 周錫瑋 - 前國民黨立法委員、前臺北縣長
- 王婉諭 - 前時代力量立法委員、時代力量黨主席
- 闕枚莎 - 國民黨台北市議員
- 張維華 - 前國民黨南投縣議員
- 黃紹庭 - 前國民黨高雄市議員
- 李婉鈺 - 前新北市議員
- 許馨勻 - 國民黨屏東縣議員
- 張其祿 - 民眾黨立法委員
- 鄭照新 - 國民黨台中市副市長

商業界
- 蔡明忠 - 南加州大學校董、富邦集團董事長
- 蔡陳藹玲 - 富邦文教基金會執行董事
- 蔡承道 - 富邦育樂董事長
- 蔡承穎 - 富邦旅館董事
- 劉揚偉 - 鴻海科技集團董事長
- 趙文嘉 - 遠東建設董事長
- 陳田文 - 群益集團董事長、台北校友會會長
- 陳敏薰 - 台北101董事長、義大遊樂世界總負責人
- 孫芸芸 - 微風廣場時尚總監
- 張宏嘉 - 豐群集團董事長
- 張大為 - 中華徵信所總經理
- 張國煒 - 長榮航空董事長、星宇航空董事長
- 管國霖 - 花旗銀行董事長
- 范瑞穎 - 台灣固網總經理
- 董宏思 - 日月光集團財務長
- 高秀玲 - 統一集團高清愿千金
- 廖國宏 - 台中福華大飯店董事長
- 高國倫 - 長興材料董事長

教學界
- 杜時龍 - 偉文補習班工程數學和通訊專業名師
- 熊慎幹 - 中原大學校長
- 許博文 - 台灣大學電機資訊學院創院首任院長
- 洪朝貴 - 朝陽科大資管系副教授
- 賴明詔 - 前中研院副院長、前成功大學校長、分子醫學研究所
- 陳良弼 - 國立政治大學理學院院長
- 阮大年 - 前教育部次長
- 王淑玲 - 國立臺灣科技大學數位學習教育研究所副教授
- 羅 琳 - 景文科技大學應用外語系英文組副教授
- 江明修 - 國立政治大學社會科學學院院長
- 張其祿 - 前國立中山大學社會科學學院院長
- 陳自強 - 國立中正大學電機工程學系教授
- 劉怡均 - 慈濟大學校長
- 林佳蓉 - 國立台北教育大學教育系及教育創新暨評鑑所副教授
- 曹逢甫 - 前清華大學人社院長教授
- 包健華 - 中正大學物理系系主任
- 張道治 - 大葉大學工學院長
- 張春雄 - 實踐大學財金系講座教授
- 尚惠芳 - 義守大學應英系系主任
- 林永松 - 台灣大學資管系副教授
- 陳秋榮 - 國立嘉義大學數位學習設計與管理學系所副教授
- 柯承恩 - 台灣大學會計系教授、台大管理學院院長
- 李登科 - 國立政治大學國際事務學院創院首任院長
- 蘇賜麟 - 國立成功大學電腦與通訊工程研究所教授
- 吳介騫 - 國立高雄科技大學電通系副教授
- 陳儒修 - 國立政治大學廣播電視學系副教授
- 盧非易 - 國立政治大學廣播電視學系副教授兼傳播學院副院長
- 郭俊賢 - 國立高雄科技大學教授兼研發長、所羅門燃料電池車隊創始人
- 劉晉宏 - 國立勤益科技大學企業管理系教授
- 鄧宗禹 - 東海大學環境科學與工程學系教授兼國際學院院長
- 沈麗娟 - 台灣大學藥學院院長、藥學系系主任、台大醫院藥劑部主任

電視主播
- 沈春華 - 台灣中視主播、資深媒體人
- 陳佳惠(陳珈婕)- 前台灣超視、傳訊、中天、年代、東森主播、主持人、澳亞衛視主播主持人、藝人
- 侯佩岑 - 前台灣年代新聞主播、藝人、演員
- 劉宸希 - 鏡電視新聞台主播
- 趙　怡 - 前新聞局局長、中華文化推廣協會理事長
- 陳景怡 - 前台視新聞主播
- 何庭歡 - 前台灣電視公司（台視）新聞主播、中國廣播公司（中廣）新聞網11：07［生活有夠歡］節目主持人

電影界
- 楊德昌 - 電影導演（曾獲2000年坎城影展最佳導演）
- 朱浩偉 - 電影導演（瘋狂亞洲富豪導演)
- 陳駿霖 - 電影導演（一頁台北導演、柏林影展短片銀熊獎得主）

藝人界
- 陳妍希 - 臺灣電視女演員
- 蔣偉文 - 臺灣電視男藝人
- 嚴爵 - 台灣歌手
- 周予天-台灣歌手
- 尹崇珍 - 臺灣電視女演員

YouTube界
- 劉沛Pierre - 台灣YouTuber

## 美國校友
- 喬治·盧卡斯 - 美國電影導演、奧斯卡最佳導演獎
- 法蘭克·蓋瑞 - 美國建築師、普立茲克建築獎
- 帕特·尼克松 - 美國第一夫人
- 莉莉·柯林斯 - 美國女演員
- 戴夫·法蘭科 - 美國男演員
- 威爾·法洛 - 美國喜劇演員、演員、編劇
- 傑克·本德 - 美國電影和電視導演並同時是一名演員
- 克林·伊斯威特 - 美國演員、電影導演與製片
- 尼爾·阿姆斯壯 - 美國太空人，第一位踏上月球的人類
- 查尔斯·伯尔登 - 美国国家航空航天局（NASA）局长，美国宇航员、海军陆战队少将
- 安德鲁·维特比 - 意大利-美国电機工程师和企業家，高通公司的共同创建者之一
- 格蘭·今原 - 美籍日裔電子和遙控專家
- 任德龙 - 美國第二先生
- 馬爾克·貝尼奧夫 - Salesforce創辦人

## 香港校友
- 陳愛薇（CNBC駐香港特派員）
- 林　峯（香港演員及歌星）
- 許懷欣（香港創作男歌手，許冠傑之長子）
- 郭藹明（香港演員）
- 陳啟宗（香港地產發展商）
- 霍震霆（已故全國政協副主席霍英东之長子）
- 劉慧卿（香港立法會議員）
- 劉明軒（有線電視娛樂新聞台主播）
- 蔡加讚（玩具大王兒子）
- 林穎嫻（1987年香港小姐）
- 陳學人（香港電影導演及監製、香港浸會大學電影學院講師）
- 鍾培生 (香港電競公司HKE老闆)
- 鄧蓓佳（香港主持人、前無線新聞財經主播）
- 黃柏晴 （英國愛丁堡大學法律系畢業）灣仔區議會末代民選主席之兒子。

## 其他國家校友
- 安倍晉三 - 第90、96-98任日本國內閣總理大臣
- 三木武夫 - 第66任日本國內閣總理大臣，日本自由民主党总裁
- 穆罕默德·穆尔西 - 第5任埃及总统
- 姜英勋 - 第21任韩国总理
- 马鲁夫·巴希特 - 第69任约旦首相
- 阿里耶·瓦舍爾 - 猶太裔美國、以色列籍生物化學家，2013年諾貝爾化學得主
- 法蘭克·蓋瑞 - 當代著名的解構主義建築師，普利茲克建築獎得主
- 礼萨·巴列维 - 前巴列维王朝王室成员，是巴列维王朝的現任非正式沙阿
- 雷洁琼，燕京大学、北京大学教授，中国民主促进会的主要创始人之一（第八届、九届主席）。
- 傅成玉，中国石化公司董事长。
- 秦泗钊，自动控制专家，南加州大学Fluor讲席教授并兼任工学院副院长。
- 闫连山，山东人，通信电子专家，西南交通大学特聘教授，博士生导师。
- 何大河，民謠音樂人。
- 黃東赫 - 電影導演（魷魚遊戲、熔爐導演)